# جيرمان خان
جيرمان خان (بالروسية: Герман Борисович Хан ؛ ولد في 24 أكتوبر 1961) وهو رجل أعمال روسي من أصل يهودي أوكراني. تتركز مصالحه التجارية تتركز في صناعات النفط والغاز.

## النشأة
ولد جيرمان خان في كييف، الأوكرانية من أبوين يهوديين من لفيف. ولقد درس في معهد موسكو للعلوم والتكنولوجيا (MISiS) وهو متخصص في دراسة الإنتاج الصلب. بعد التخرج في 1988، عمل جيرمان خان في تجارة الجملة وبيع الملابس والأحذية والمجوهرات قبل اتخاذه حياة جديدة أكثر انفتاحا، في بيئة الأعمال التجارية من خلال إطلاقه شركة بالتعاون مع شريكه في العمل ألكسندر فيرمون في 1989. الشركة تقوم بتشغيل مصنع صغير للملابس وجيرمان أخذ منصب نائب الرئيس، وتولى سلسلة الإمداد والمبيعات وقد قرر الشركاء بيع الشركة في 1990.
في فرصة الاجتماع مع ميخائيل فريدمان التي تلت ذلك، دعي إلى رأس أعمال تجارة الجملة ألفا الإيكولوجية كجزء من توسيع الشركة، باتحاد مجموعة ألفا. و بدأت الشركة بشراء وبيع مجموعة من المنتجات، بما في ذلك شراء وبيع المفروشات المنزلية والسجادات ثم في وقت لاحق، أسواق التصدير.